# (17117) 1999 JL58
A (17117) 1999 JL58 a Naprendszer kisbolygóövében található aszteroida. A LINEAR projekt keretében fedezték fel 1999. május 10-én.